# 1956 год в музыке

## События
- 3 мая — в Москве, в Большом зале консерватории, начались гастроли американского скрипача Исаака Стерна (пианист-аккомпаниатор — Александр Закин). После выступлений в Ленинграде, Киеве, Баку, Ереване и Тбилиси, турне закончилось в Москве выступлениями 29 и 30 мая. Всего в столице Стерн сыграл 8 концертов — три с фортепиано и пять с оркестром (дирижёр Кирилл Кондрашин), а также дал 29 мая дневной бесплатный концерт для студентов Консерватории и учеников музыкальных школ.
- 24 мая — в Лугано (Швейцария) состоялся первый конкурс «Евровидение».
- В Ливерпуле Джон Леннон собрал свой первый музыкальный коллектив, который дал впоследствии начало The Beatles.
- В СССР основано издательство «Советский композитор».
- В КНДР стал печататься журнал о культуре и искусстве в Северной Корее "Choson Yesul".

## Выпущенные альбомы
- Swingin' Down Yonder (Дин Мартин)
- The Great Ray Charles (Рей Чарльз)
- The Genius After Hours (Рей Чарльз)
- Paris a la hi-fi (Мишель Легран)
- The Cole Porter Songbook (Элла Фицджеральд)
- The Rogher and Hart Songbook (Элла Фицджеральд)
- An Evening with Louis Armstrong and His all Stars (Луи Армстронг)
- Songs for Swingin' Lovers! (Фрэнк Синатра)
- Elvis Presley (Элвис Пресли)
- Elvis (Элвис Пресли)
- Three Ragas (Рави Шанкар)

## Лучшие песни года(ритм-энд-блюз, рок-н-ролл)
- «Hound Dog» (Элвис Пресли)
- «I Walk the Line» (Джонни Кэш)
- «Tutti Frutti» (Литл Ричард)
- «Heartbreak Hotel» (Элвис Пресли)
- «Long Tall Sally» (Литл Ричард)
- «Blueberry Hill» (Фэтс Домино)
- «In the Still of the Nite» (The Five Satins)
- «Blue Suede Shoes» (Карл Перкинс)
- «Roll Over Beethoven» (Чак Берри)
- «Be-Bop-A-Lula» (Джин Винсент)
- «Please Please Please» (Джеймс Браун)
- «Folsom Prison Blues» (Джонни Кэш)
- «Don’t Be Cruel» (Элвис Пресли)

## Продажи
- Самый продаваемый сингл в США (Billboard Hot 100) — «Heartbreak Hotel» (Элвис Пресли)
- Самый продаваемый сингл в Великобритании — «I’ll Be Home» (Пэт Бун)
- Самая продаваемая пластинка в СССР — «Мишка» (Павел Рудаков) и (Вениамин Нечаев)

## Родились

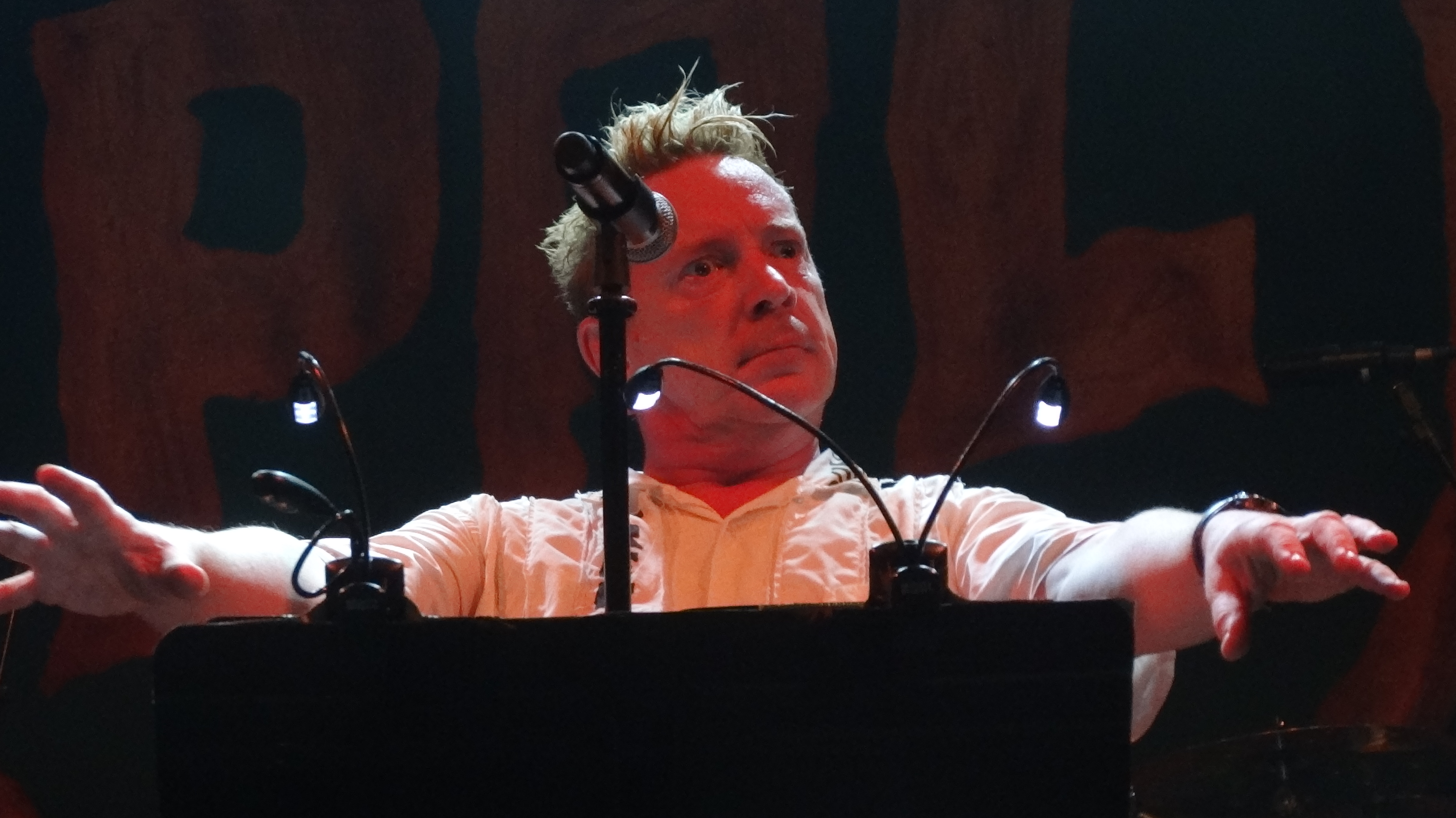
Джон Лайдон

### Январь
- 1 января — Энди Гилл (ум. 2020) — британский рок-музыкант и продюсер, основатель и гитарист группы Gang of Four
- 2 января — Вероника Долина — советская и российская певица, поэтесса и бард
- 8 января — Владимир Редькин (ум. 2021)  — советский и российский оперный певец (баритон) и музыкальный педагог
- 11 января — Исраэль Инон (ум. 2015) — израильский дирижёр
- 18 января — Джек Шерман (ум. 2020) — американский рок-музыкант, гитарист группы Red Hot Chili Peppers
- 31 января — Джон Лайдон — британский певец и автор песен, вокалист групп Sex Pistols и Public Image Ltd

### Февраль
- 1 февраля — Эксин Червенка — американская певица, вокалистка группы X
- 3 февраля — Ли Ранальдо — американский музыкант и композитор, гитарист и вокалист группы Sonic Youth
- 6 февраля — Никита Зайцев (ум. 2000) — советский и российский рок-музыкант, гитарист и скрипач группы «ДДТ»
- 13 февраля — Татьяна Дудеева (ум. 2002) — советская и российская балерина
- 23 февраля — Сильвия Миллекам (ум. 2001) — нидерландская актриса, комедиантка, певица и телеведущая

### Март
- 21 марта — Ричард Кирк (ум. 2021) — британский электронный музыкант, основатель группы Cabaret Voltaire
- 30 марта — Надежда Пикуль (ум. 2016) — советская и российская певица

### Апрель
- 4 апреля — Аллан Эванс (ум. 2020) —  американский музыковед и музыкальный продюсер
- 28 апреля — Александр Михайлов (ум. 2019) — советский и российский ударник и музыкальный педагог
- 30 апреля — Андрей Казаков (ум. 2023) — советский и российский кларнетист и музыкальный педагог

### Май
- 4 мая — Шэрон Джонс (ум. 2016) — американская певица
- 15 мая — Исамудин Ахмедов (ум. 2020) — советский и российский гармонист и музыкальный деятель
- 17 мая — Всеволод Королюк (ум. 2023) — советский, российский и молдавский музыкант-мультиинструменталист

### Июнь
- 4 июня — Ривз Гэбрелс — американский музыкант, гитарист группы The Cure
- 18 июня — Джон Гэвин Скотт (ум. 2015) — британский органист и хормейстер
- 21 июня — Булат Сыздыков (ум. 2016) — советский и казахстанский музыкант, композитор и аранжировщик, гитарист группы «А’Студио»

### Июль
- 5 июля — Терри Чаймс[англ.] — британский музыкант, барабанщик группы The Clash
- 15 июля — Иэн Кёртис (ум. 1980) — британский певец, музыкант и автор песен, вокалист и гитарист группы Joy Division
- 20 июля — Пол Кук — британский музыкант, барабанщик группы Sex Pistols
- 28 июля — Дюша Романов (ум. 2000) — советский и российский рок-музыкант, участник группы «Аквариум»

### Август
- 25 августа — Валентина Белякова (ум. 2016) — советская и российская актриса оперетты
- 27 августа — Глен Мэтлок — британский музыкант, бас-гитарист группы Sex Pistols

### Сентябрь
- 8 сентября — Fad Gadget (ум. 2002) — британский певец и музыкант
- 21 сентября — Леонид Мельников (ум. 2020) — советский и российский валторнист и музыкальный педагог

### Октябрь
- 20 октября
  - Рикки Бёрд[англ.] — американский музыкант, гитарист группы Joan Jett & the Blackhearts
  - Андрей Сапунов (ум. 2020) — советский и российский певец и музыкант, вокалист, гитарист и басист группы «Воскресение»
- 23 октября — Дуайт Йокам — американский кантри-исполнитель и автор песен
- 31 октября — Боб Белден[англ.] (ум. 2015) — американский джазовый саксофонист, аранжировщик, композитор и музыкальный продюсер

### Ноябрь
- 4 ноября
  - Игорь Тальков (ум. 1991) — советский рок-музыкант, певец, бард и автор песен
  - Джеймс Ханимен-Скотт[англ.] (ум. 1982) — британский музыкант и автор песен, основатель и гитарист группы The Pretenders
- 5 ноября — Лаврентис Махерицас (ум. 2019) — греческий музыкант, композитор, певец и поэт-песенник
- 7 ноября — Михаил Альперин (ум. 2018) — советский и норвежский джазовый пианист, композитор и бэнд-лидер
- 15 ноября — Майкл Хэмптон[англ.] — американский музыкант, гитарист группы Parliament-Funkadelic
- 23 ноября — Александр Кондрашкин (ум. 1999) — советский и российский барабанщик
- 24 ноября
  - Йоуни Кайпайнен[фин.] (ум. 2015) — финский композитор
  - Терри Льюис — американский продюсер, музыкант и автор песен
- 25 ноября — Калле Рандалу — эстонский и советский пианист и музыкальный педагог

### Декабрь
- 1 декабря — Джули Круз (ум. 2022) — американская певица и актриса
- 6 декабря
  - Питер Бак — американский музыкант и автор песен, основатель и гитарист группы R.E.M.
  - Рэнди Роадс (ум. 1982) — американский гитарист и автор песен
- 8 декабря — Уоррен Куккурулло — американский музыкант и автор песен, гитарист группы Duran Duran
- 23 декабря — Дэйв Мюррей — британский музыкант и автор песен, гитарист группы Iron Maiden

## Скончались
- 28 января — Рене Луи Беккер (73) — американский композитор и органист эльзасского происхождения
- 2 февраля — Боб Барнс (65) — американский музыкант и актёр
- 17 февраля — Аршак Адамян (71) — советский армянский дирижёр, композитор и музыковед
- 29 февраля — Паулус Бахе (73) — датский виолончелист
- 23 марта — Морт Диксон[англ.] (64) — американский поэт-песенник
- 10 апреля — Божидар Широла (66) — хорватский композитор, органист, музыковед и музыкальный педагог
- 21 апреля — Стан Голестан (80) — румынский композитор, музыкальный критик и педагог
- 12 мая — Владимир Амброс (65) — чешский композитор, дирижёр и музыкальный педагог
- 29 мая — Герман Абендрот (73) — немецкий оперный и симфонический дирижёр
- 26 июля — Мигель Берналь Хименес (46) — мексиканский композитор, дирижёр, органист, музыковед и педагог
- 4 августа — Пётр Акимов (71) — русский и финский композитор, пианист, дирижёр и музыкальный педагог
- 1 октября — Альберт Фон Тилзер[англ.] (78) — американский автор песен
- 9 октября — Тодор Хаджиев (75) — болгарский дирижёр и композитор
- 10 октября — Сапаргали Алимбетов (67/68) — казахский акын
- 16 октября — Стоян Брашованов (68) — болгарский музыковед, фольклорист, общественный деятель и педагог
- 19 октября — Айшэм Джонс[англ.] (62) — американский бэнд-лидер, саксофонист, басист и автор песен
- 10 ноября — Виктор Янг (56) — американский композитор, аранжировщик, скрипач и дирижёр
- 28 ноября — Валериан Бердяев (71) — русский, советский и польский дирижёр
- 30 ноября — Джин Шварц[англ.] (78) — американский автор песен венгерского происхождения
- 9 декабря — Лу Хэндмен[англ.] (62) — американский композитор
- без точной даты — Косымжан Бабаков (64/65) — казахский советский певец и композитор